# Distretto di Subtanjalla
Il distretto di Subtanjalla è uno dei quattordici distretti della provincia di Ica, in Perù. Si trova nella regione di Ica e si estende su una superficie di  193,97 chilometri quadrati.